# 玉置陽葵
玉置 陽葵（たまき ひより、2006年2月10日 - ）は日本のモデル。アクセシビューティーマネジメント所属。ウルリッヒの会副代表。

## 来歴
東京都町田市出身。
生後半年過ぎに母親が太ももの太さに左右差があることに気づき、「先天性股関節脱臼」と診断される。その後も「リーメンビューゲル」という器具を装着しながら生活を送っていたが、2歳を前にしてもなかなか歩き出さないことに焦りを感じた母親がセカンド・オピニオンを受けることを決め、「福山型先天性筋ジストロフィー」の疑いがあると診断された。
2歳10ヶ月の時に、診断を確定させるため、現在も通院している国立精神・神経医療研究センターで精密検査を行ったところ、「ウルリッヒ型先天性筋ジストロフィー」であったことが判明した。
確定診断後に、兄が通う幼稚園への入園を希望したが、安全面や特別な対応への懸念から断られた。その後も、母親が付近にある複数の幼稚園へ入園希望の連絡を行ったものの、そのほとんどから入園を断られたという。ただ、そのうちの一ヶ所が相談に応じて、その結果受け入れ可能と判断されたため、その園に入園することになった。
2012年、小学校に入学。小学校は、事前の判定で通常学級に通う上での問題はないとされ、自宅付近の小学校に入学した。ただし、怪我のリスクを減らすために昇降口を他の児童と分けることや、ランドセルの中身を極力減らすといった工夫も行った。
2018年、中学校に入学。中学校は学校関係者との面談の結果、バリアフリー化がされている学区外の学校に進学することを決めた。中学校でも引き続き通常学級に通った。
中学時代の校外学習は鎌倉へ行く予定だったが、車椅子での移動が困難であることから欠席をした。また、同様の理由で修学旅行も欠席することを決めていたが、新型コロナウイルス感染症の流行により修学旅行自体が中止となった。
2021年、東京都立町田高等学校に入学。
2021年、株式会社アクセシビューティーが開催した「porte障がい者モデルオーディション」に応募。同年11月23日に行われた最終審査で、モデルとしての採用は逃したものの、読者投票賞を獲得した。同年12月9日放送、日本テレビのニュース番組「news every.」内の密着映像に出演。同年12月28日、自身のInstagram上でアクセシビューティーマネジメントに所属することを発表。
2022年3月17日、「渋谷の超福祉ラジオ」に出演。同年11月23日、富山県障害福祉課主催チャレンジドコレクション チャレコレに出演。同年12月12日、自身のInstagram上でporteモデル3期生として活動することを発表。同年12月25日、ABEMA「ABEMA的ニュースショー」内の密着映像に出演。
2023年3月25日、東京都主催の「Next Fashion Designer of Tokyo」に出演。自身がモデルとして着用した、デザイナー河村奈央子の作品がインクルーシブ部門 都知事賞 大賞を受賞した。同年6月12日、NHK総合 「阿佐ヶ谷アパートメント」の「はじめましての2人旅」のコーナーに出演。同年7月14日、YouTubeチャンネル「とりすま/障がいや難病のある当事者やご家族のための情報チャンネル」の動画に出演。この動画は全インタビューの前編で、同月21日には後編が投稿された。同年11月3日、「TOKYO FASHION CROSSING   WORLD CROSSING FASHION SHOW @丸の内仲通り」に出演。同年11月26日、「ヒューマンライツ・フェスタ 2023」障がい者モデルトークショーに出演。
2024年2月13日、東京都庁で行われた「令和5年度 都民による事業提案制度 感謝状贈呈式」において小池百合子東京都知事より感謝状と記念品の贈呈を受ける。なお、都民による事業提案制度は都民をはじめ、都庁職員や都内の大学職員などから事業提案を募り、選考で選ばれた事業に対して、実際に都の予算が反映され、都を中心に事業化が行われるものである。同年3月15日、高校を卒業。同年3月20日、「Next Fashion Designer of Tokyo」に出演。同年6月15日号の町田市広報誌「広報まちだ」にモデルとしてインタビューと共に掲載される。同年7月8日、自販機対応アプリ「Coke ON」のウェブCMに出演していたことを発表。同年9月28日、「LIVES TOKYO 2024」に出演。
現在は上智大学で社会福祉学を学んでいる。

## ウルリッヒ型先天性筋ジストロフィー
指定難病の一種である「ウルリッヒ型先天性筋ジストロフィー」は、ジストロフィン遺伝子変異を原因とする、一般的に認知度の高いその他の筋ジストロフィーとは異なり、 Ⅵ型コラーゲン遺伝子の突然変異によって発症すると考えられている。先天性筋ジストロフィーのカテゴリにおいては、福山型についで患者数が多く、日本国内の患者数はおよそ300人と推定されている。出生時から力が弱く、肘や膝などが固くなる近位関節の拘縮や、逆に手指や手首が異常に柔らかくなる遠位関節の過伸展が主な症状として挙げられる。また、傷口がケロイド化しやすく、側湾症にもなりやすい。四肢や体幹筋に限らず、呼吸筋も侵されやすく、早期からの呼吸管理が必要となる場合もある。症状の幅は大変広く、歩行の獲得すらできない例もあれば、20歳を過ぎてからも歩行が可能な軽症例も稀に見られる。歩行を獲得できた場合は、基本的に10歳ごろまでに歩行ができなくなり、その後は必要に応じて人工呼吸器を導入することもある。根本的な治療法は確立されておらず、症状の進行を遅らせる保存的治療法のみが適用される。なお、京都大学iPS細胞研究所の櫻井英俊准教授を中心に、iPS細胞から作成した間葉系間質細胞(間葉系幹細胞)の移植による根本的な治療法の確立へ向けた研究が行われている。
前述のように、本人は2歳の頃に診断され、現在に至るまで検査等での通院をしつつ、自宅で進行を遅らせるためのリハビリを行っている。歩行は可能であるものの、足や体幹全体の筋力が弱いこと、疲労により歩行姿勢が不安定になることで転倒リスクが高まること、歩行速度が遅いことなどを理由に日常的に電動車椅子を利用している。また、ウルリッヒ型先天性筋ジストロフィーの患者や家族、医療関係者などで構成されている「ウルリッヒの会」の副代表としても活動している。

## 人物
幼稚園生時代は人見知りがひどく、家の外では大人とほとんど話すことがなかった。
本人曰く、母親譲りのポジティブ人間であり、特に親しい人の前では、話し始めると止まらなくなる。
好きな色はベビーピンク。
好きなことはサッカー観戦、ピアノを弾くこと、犬と遊ぶこと、写真を撮ってもらうこと、友達とおしゃべり。
J2清水エスパルスのGK、権田修一選手のファンであり、よく観戦に訪れている。